# Storrington
Storrington är en ort i civil parish Storrington and Sullington, i distriktet Horsham, Storbritannien. Den ligger i grevskapet West Sussex och riksdelen England, i den södra delen av landet, 70 km söder om huvudstaden London. Storrington ligger 42 meter över havet och antalet invånare är 7 899. Storrington var en civil parish fram till 2003 när blev den en del av Storrington & Sullington. Civil parish hade 2 784 invånare år 1961. Byn nämndes i Domedagsboken (Domesday Book) år 1086, och kallades då Estorchetone/Storgetune.
Terrängen runt Storrington är platt. Runt Storrington är det mycket tätbefolkat, med 1 018 invånare per kvadratkilometer. Närmaste större samhälle är Worthing, 12,4 km sydost om Storrington. Trakten runt Storrington består till största delen av jordbruksmark.